# Oodera bestia
Oodera bestia är en stekelart som beskrevs av Nikol'skaya 1952. Oodera bestia ingår i släktet Oodera och familjen puppglanssteklar.
Artens utbredningsområde är Ukraina. Inga underarter finns listade i Catalogue of Life.